# Грін-парк
Грін-парк — один з королівських парків Вестмінстера між Гайд-парком (на північний захід) і Сент-Джеймським парком (на схід). Південну межу Грін-парку позначає вулиця Мелл, а північну — Пікаділлі.
Історія парку сягає часів Генріха VIII. Довгий час це було улюблене місце для дуелей британських аристократів. На відміну від інших лондонських парків, в Грін-парку немає ставків і практично немає пам'ятників. Виняток — меморіал королеви Вікторії. Також на території Грін-парку встановлено військовий меморіал Bomber Command Memorial.

## Галерея

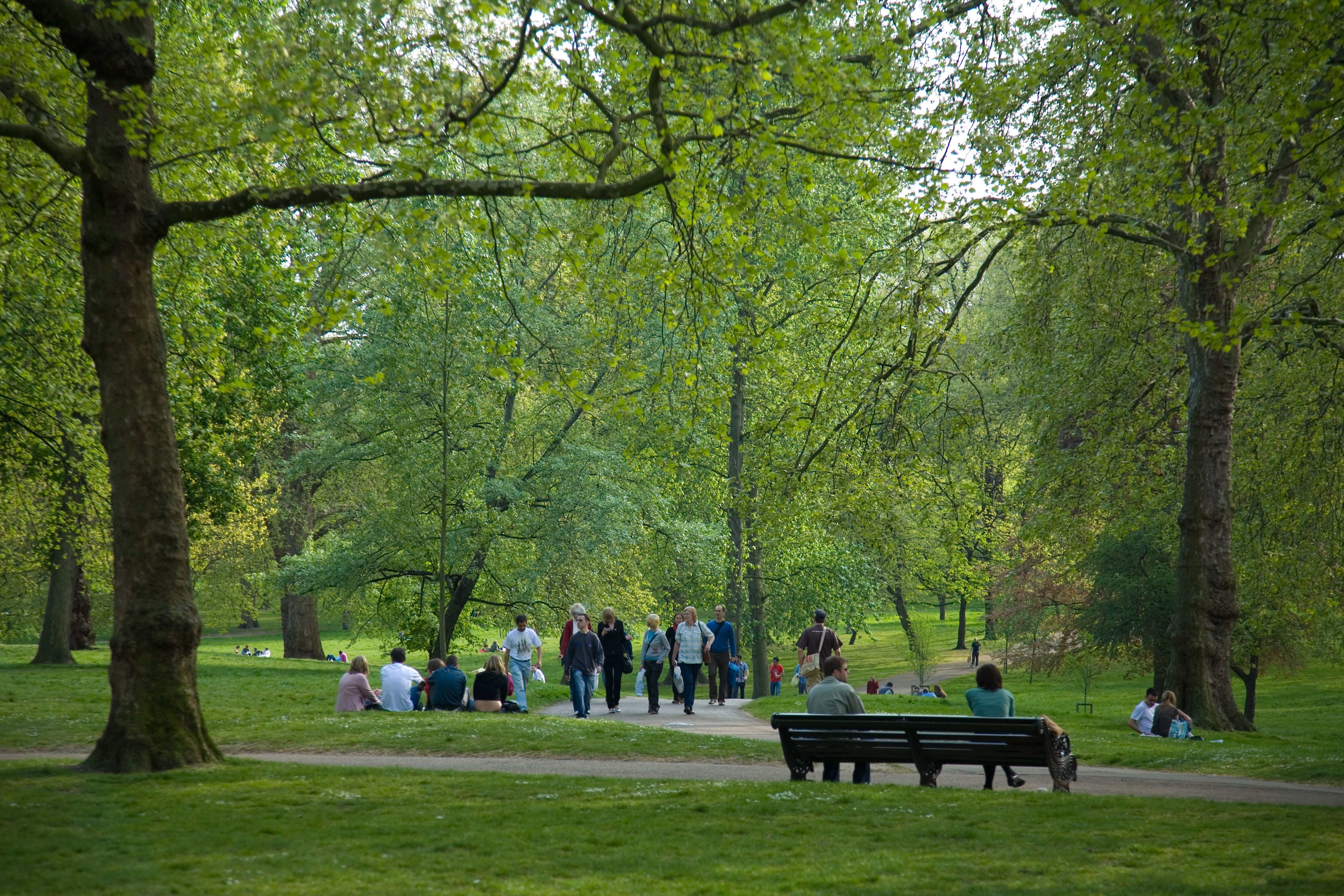
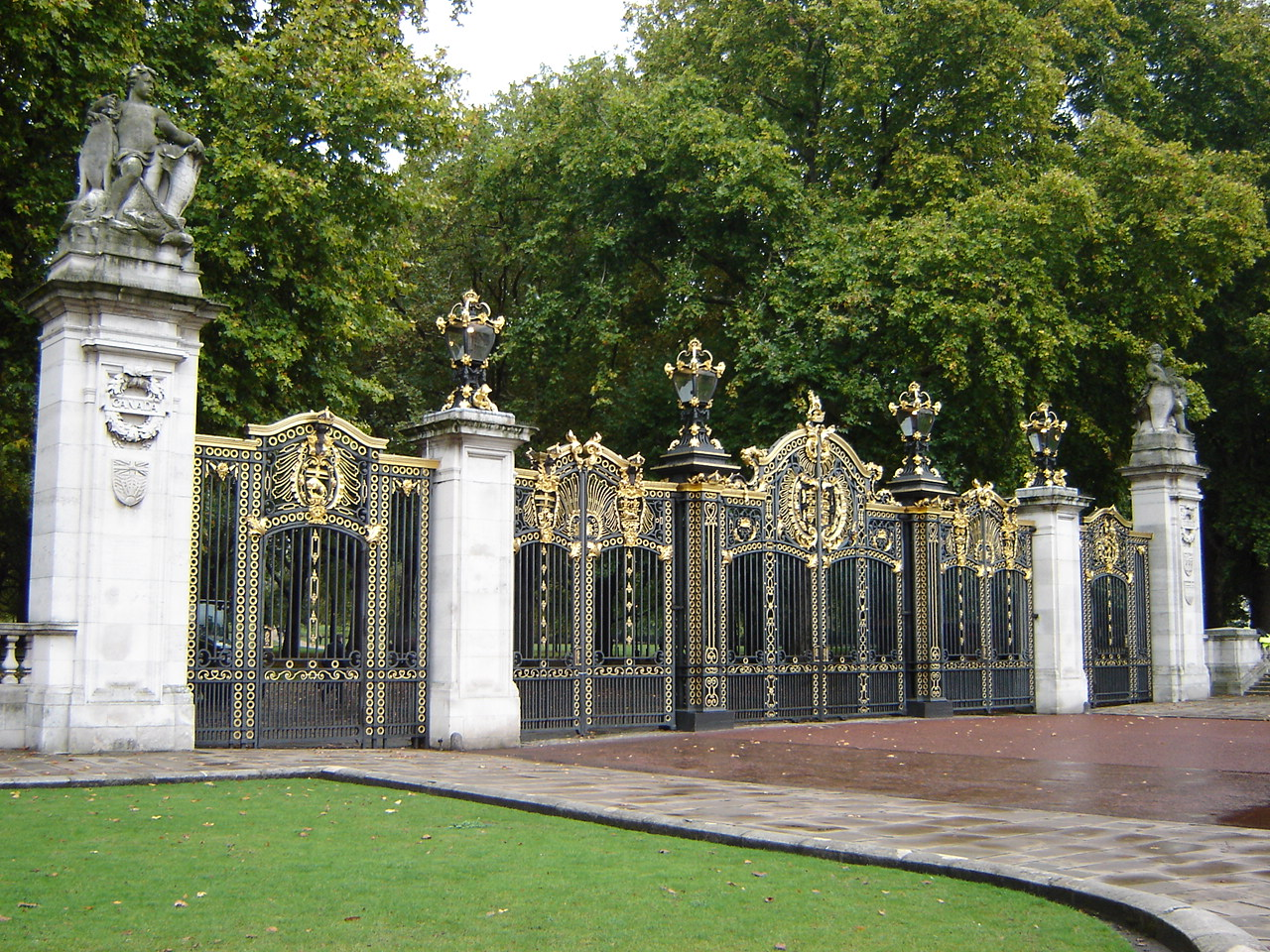
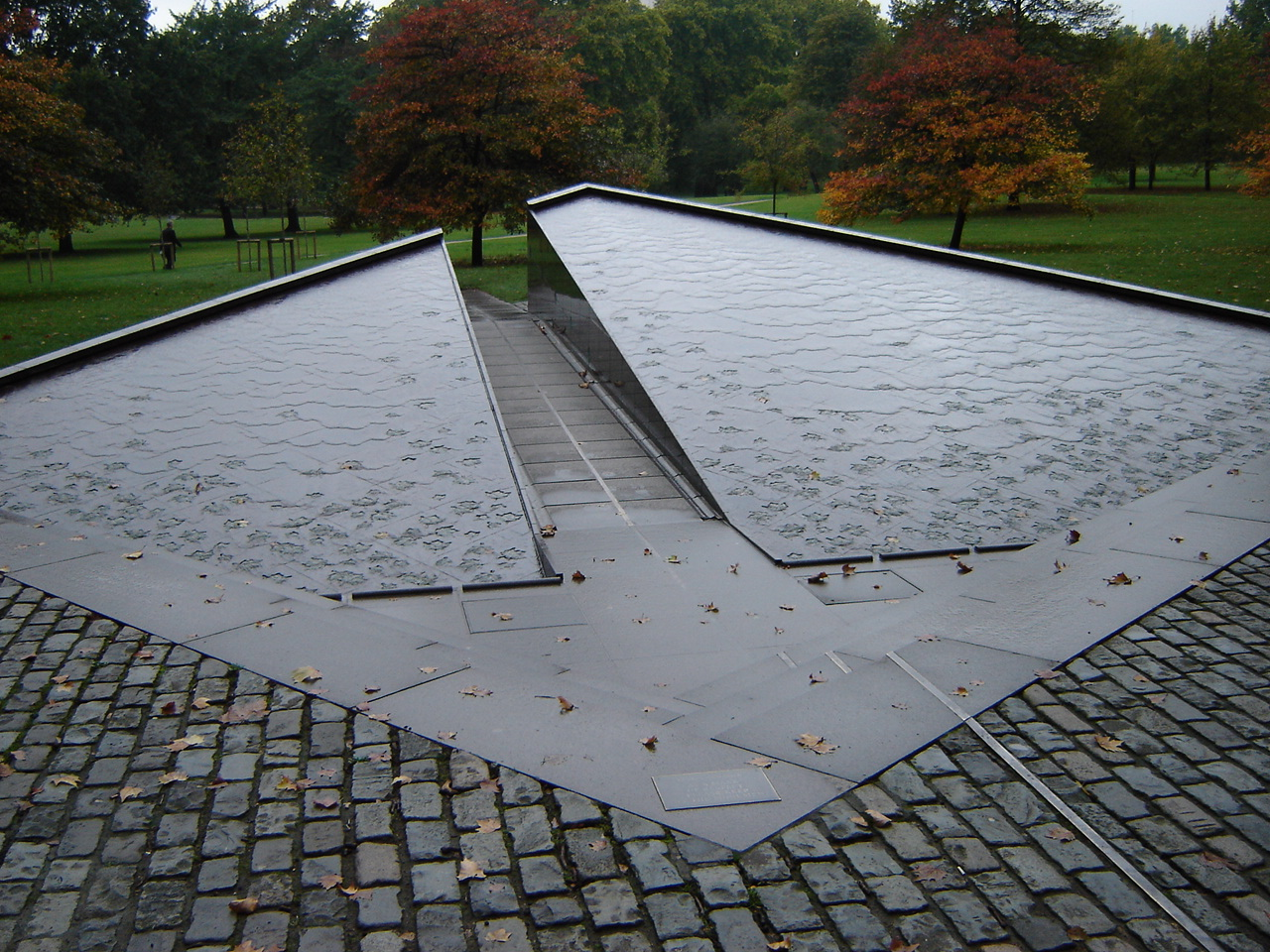
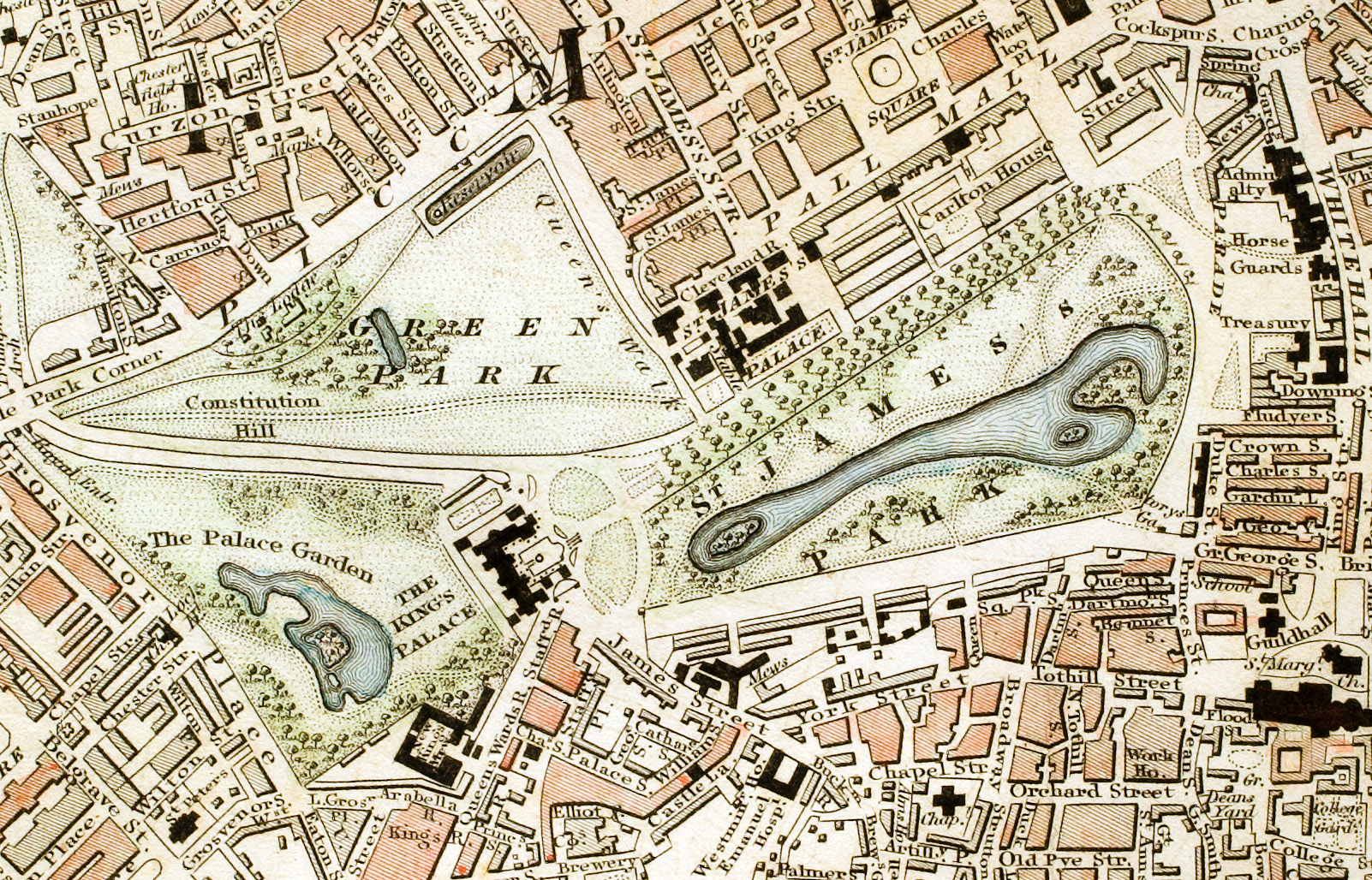
1833
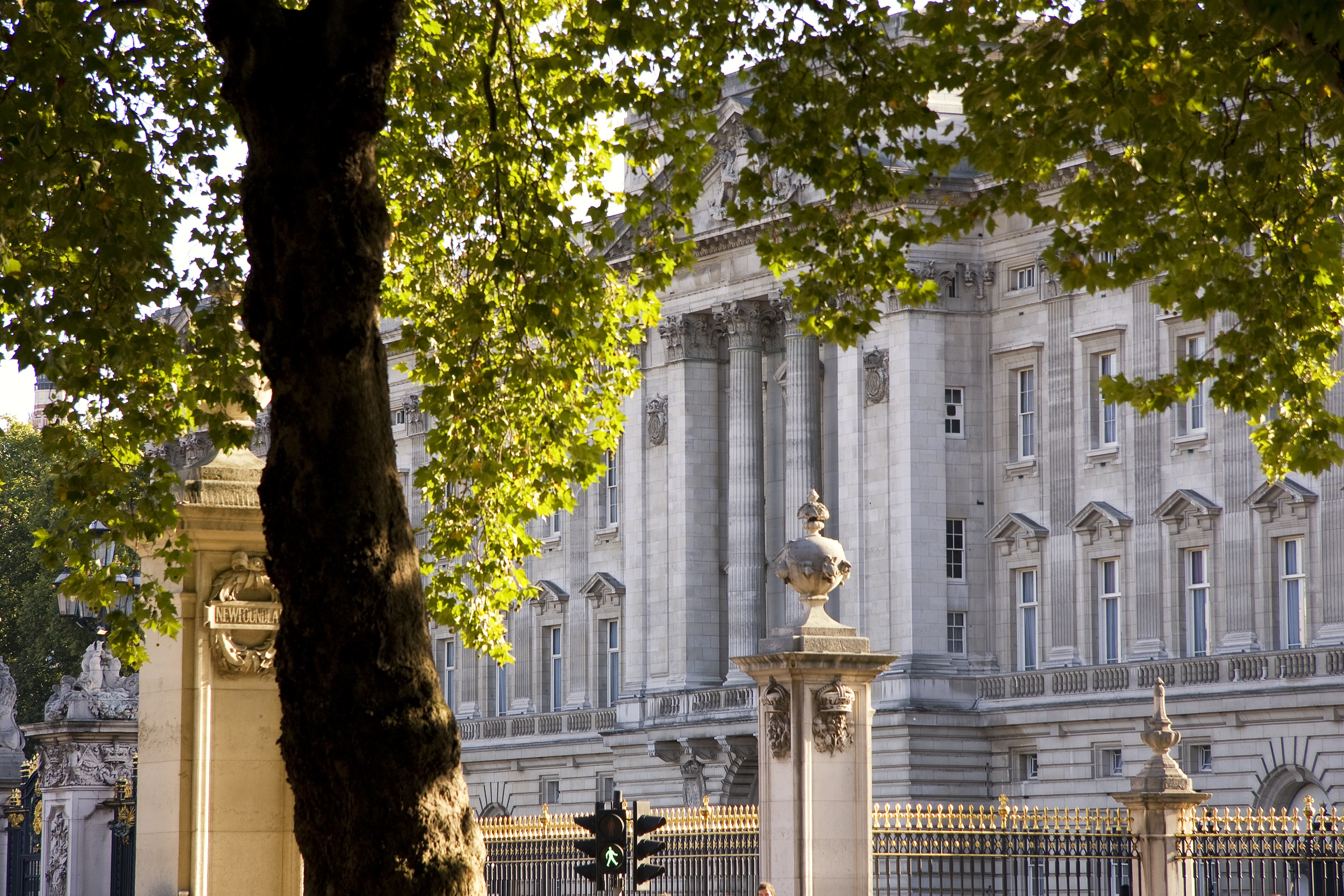